# 帕瓦

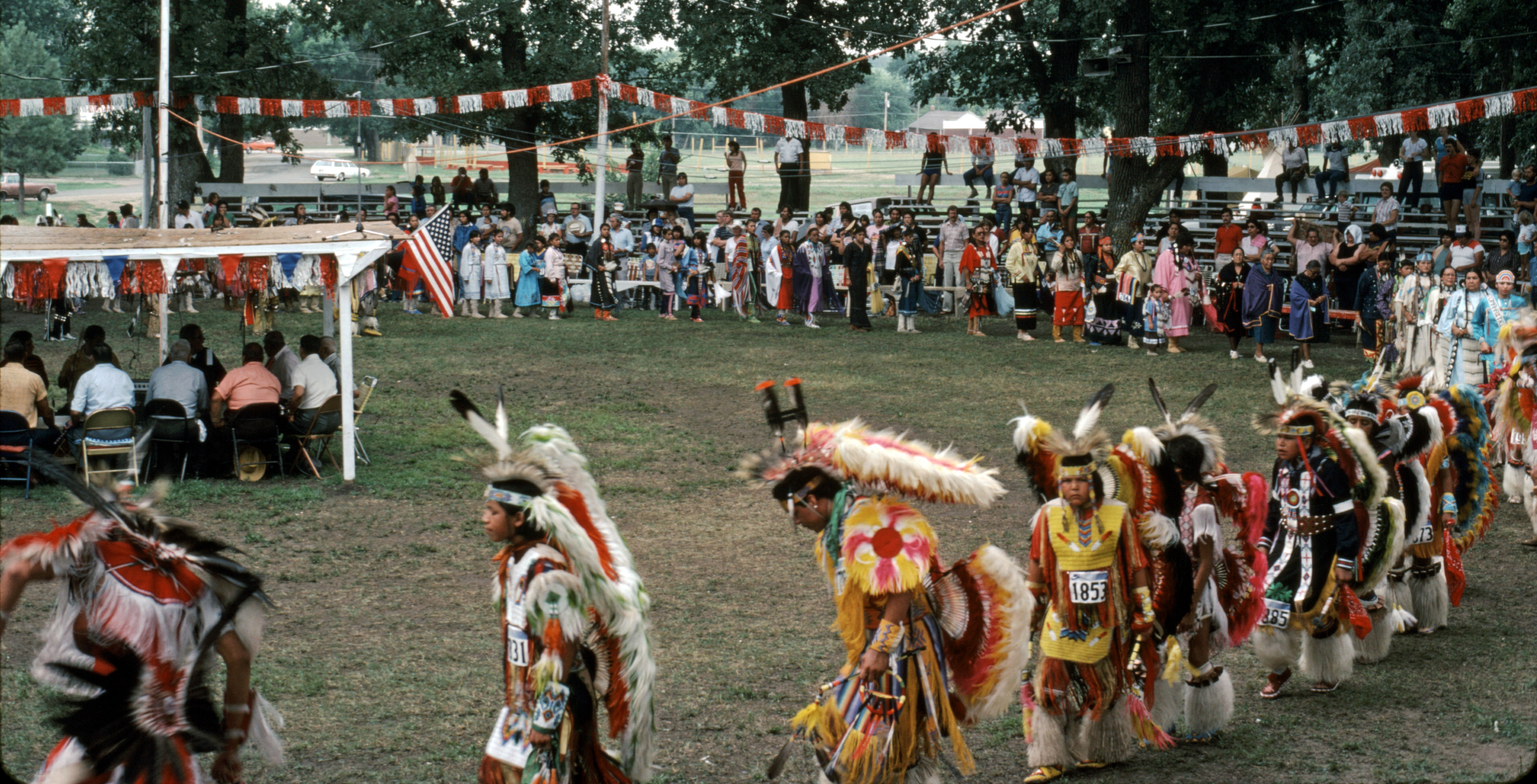
1983年奥马哈人的帕瓦典礼

帕瓦（英語：Pow wow）又译保沃、俳舞，指现代诸多美洲原住民族定期举行的一种集会，期间会有各种歌舞活动，以庆祝、比赛、教育为目的。帕瓦召开期间，一般会有盛大的歌舞比赛，参赛者将表演各种形式的传统歌舞，奖项丰厚。帕瓦的时间长短不一，短期的帕瓦可能只有一天，但意义重大而盛大的帕瓦集会可能会连续举办七天。
帕瓦一词在英语流行文化中（如在西部电影中）可以用来意指美洲原住民的任何会面，甚至可以用来代指非原住民的常规会面，例如军事会议等，成为俚语一种。

## 历史

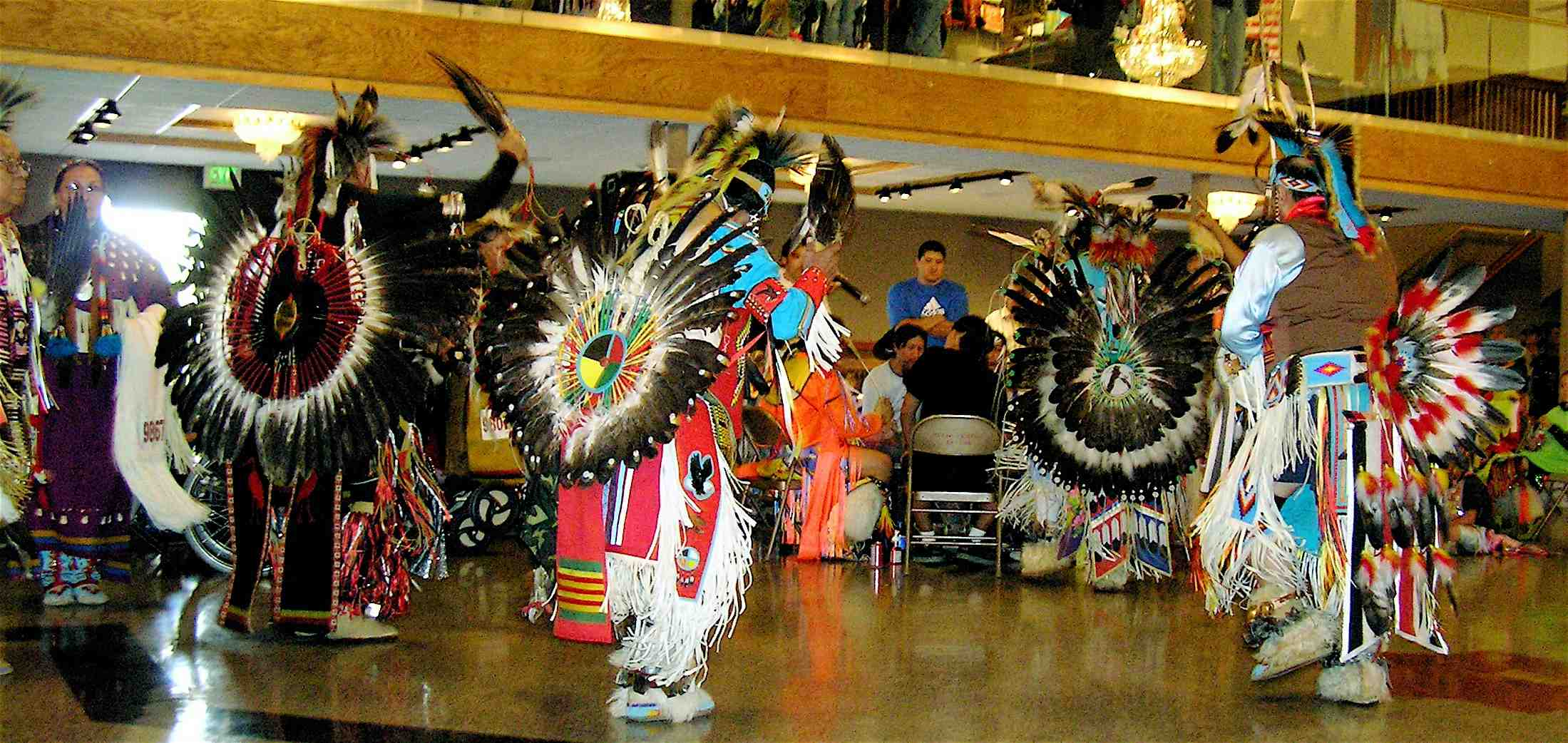
2007年蒙大拿州帕瓦仪式的舞者

“帕瓦”（Pow wow）一词来自纳拉甘塞特语的“powwaw”，意为“精神领袖”。纳拉甘塞特语属于阿尔冈昆语族，主要分布在美国新英格兰的部分地区。“Pow wow”一词的其他写法还包括powwow、pow-wow、Powaw、Pawaw、Powah、Pauwau、Pawau等。
有多个民族自称是帕瓦的开创者。类似于“帕瓦”的歌舞集会最早在美国中部大平原印第安人族群之间流行，尤其是在19世纪和20世纪之交尤为盛行各种形式的宗教歌舞集会，如日舞、鬼舞等，当时美国白人正积极东扩，和大平原印第安人发生冲突。从19世纪中期起，五大湖地区的族群也开始举行此类歌舞集会仪式。实际上，由于北美东部民族较早被白人同化，因而在后世向文化影响力更强的平原印第安人汲取借鉴了多种不同的文化形式，此类歌舞集会因而盛行于北美印第安族群。
1923年，美国印第安人事务专员查尔斯·伯克（Charles Burke）宣布开始限制印第安人每年举行歌舞集会的时长和次数，因为他认为印第安人此举威胁到美国的基督教信仰。这一限令到20世纪30年代有所放松，印第安人举行的这类集体歌舞仪式逐渐恢复，并被统称为“帕瓦”，流传至今。如今“帕瓦”已经成为北美原住民共通的文化习俗，汲取了北美洲各大印第安族群的多种传统歌舞形式，成为现代北美印第安人文化的重要标志。

## 举行

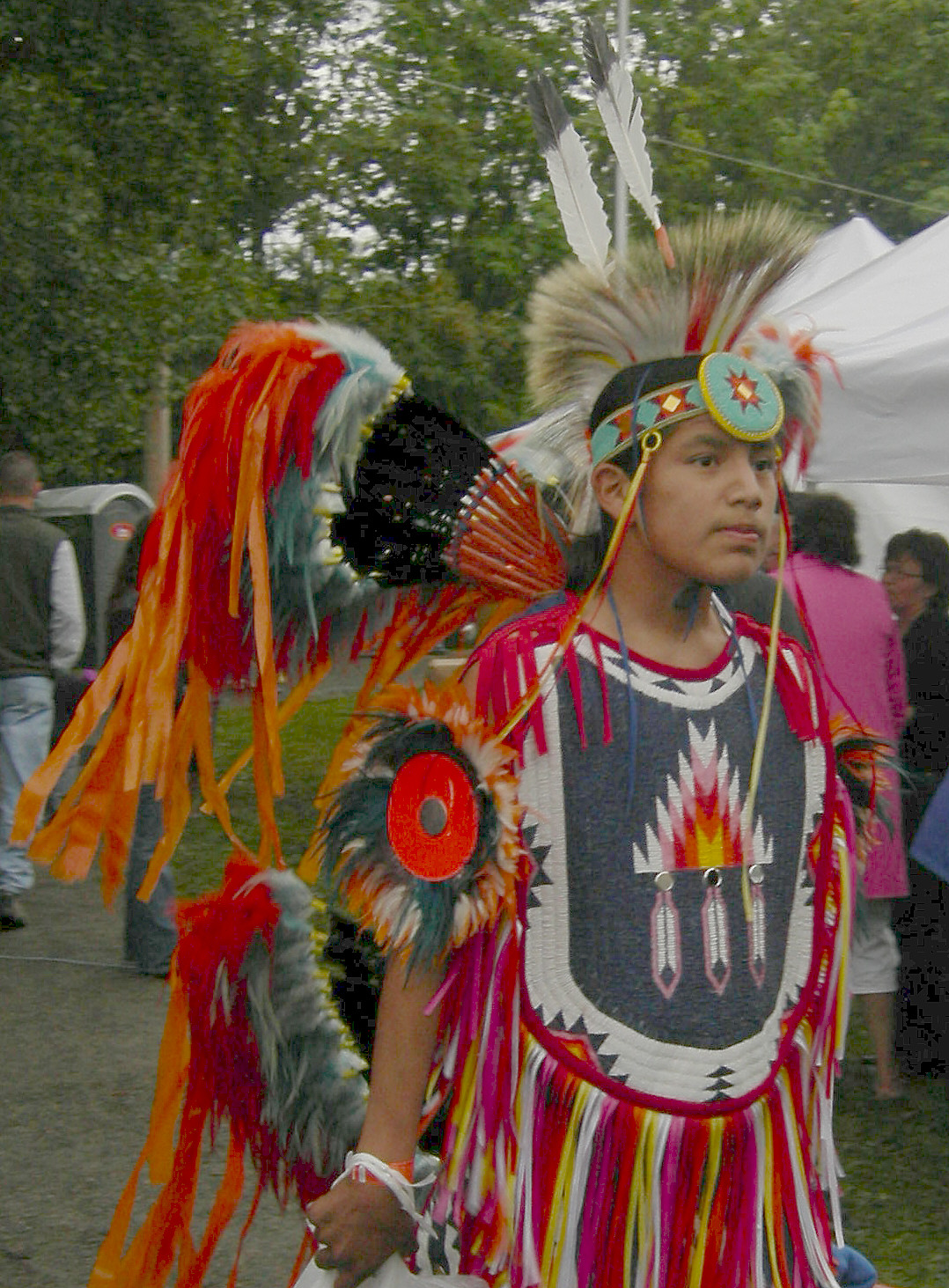
西雅图帕瓦仪式的一位装饰舞舞者，摄于2007年

帕瓦一般举行于春夏两季。帕瓦举行期间，主要的活动便是各类歌舞表演，此外还会展出工艺品，出售传统艺术品、食品，以及有关印第安人历史、文化的书籍、影片、照片等。帕瓦多举行于野外的空地，参与者盛装出席。会场一般为圆形，中央有一圆棚，棚中心为旗帜、图腾等象征物，歌者围绕其站成一圈，棚外为舞蹈场地，更外围为观众席，再向外为商业区。歌手一般4至10人一组，横跨全年龄段，每组配有大鼓。期间演唱的歌曲有舞蹈歌、荣誉歌、老战士歌、部落交往歌、战争歌、宴会歌等多种，大多为各部落的传统民歌，也有歌手们新近的创作。舞蹈主要有男子战争舞和狩猎舞，男子草瓣舞（起源于奥马哈人），男子装饰舞（源于俄克拉荷马州），妇女传统舞，妇女披肩舞，妇女铃服舞（起源于欧及布威人）等。在俄克拉荷马地区，许多不同民族的印第安部族相互影响吸取对方音乐表演，会在帕瓦仪式中表演各部族的“战争舞”“转圈舞”“四十九步舞”“脚踏舞”等。
伴随着鼓声的歌舞是帕瓦活动的核心。许多印第安民族的泛灵论信仰将音乐赋予超自然意义，将音乐与神力联系到一起，鼓点声是其中的核心，象征生命的律动，亦是“精神力量”的现实体现，是获得神力的途径。舞蹈大多模仿动物，表现自然之力，环形象征着对和谐统一的追求。